# Четыре льва
Четыре льва (англ. Four Lions) — франко-британский комедийный кинофильм режиссёра Кристофера Морриса.
Картина высмеивает исламский экстремизм. Она повествует о четырёх молодых мусульманах, живущих в Великобритании, которые под воздействием радикальной пропаганды решают стать террористами-смертниками.
Кассовые сборы фильма составили 4,7 млн долларов, главным образом в Великобритании.

## Награды и признание
- Согласно журналу Time фильм вошёл в десятку фильмов 2010 года.[1]
- Ведущие актёры Кайван Новак и Найджел Линдсей были номинированы в 2010 году как лучшие комедийные актёры на британскую кинопремию British Comedy Awards. Премию получил Кайван Новак.[2]
- Режиссёр и сценарист фильма Кристофер Моррис получил премию BAFTA Британской академии кино и телевизионных искусств 2011 года за выдающийся дебют британского сценариста, режиссёра или продюсера.[3]